# 热河碱茅
热河碱茅（学名：Puccinellia jeholensis），为禾本科碱茅属下的一个植物种。